# Carlssonbucht
Die Carlssonbucht (alternativ: John Carlssonbucht [sic]) ist eine 4 km breite Bucht an der Südwestküste der westantarktischen James-Ross-Insel. Sie liegt 5 km nordwestlich des Kap Foster. Die westliche Begrenzung der Bucht bildet das Ayekliff. Nach Südosten wird ihre Einfahrt durch den Inoceramus Point begrenzt.
Entdeckt und kartiert wurde sie 1903 bei der Schwedischen Antarktisexpedition (1901–1903) unter der Leitung Otto Nordenskjölds. Dieser benannte sie nach dem schwedischen Großhändler John Carlsson, einem Sponsor der Forschungsreise. Der Falkland Islands Dependencies Survey nahm zwischen 1952 und 1953 eine erneute Vermessung der Bucht vor.